# Flurazépam
Le flurazépam est une benzodiazépine utilisée pour ses propriétés hypnotiques. Cependant comme toutes les benzodiazépines, il a également des propriétés anxiolytiques, anticonvulsivantes, myorelaxantes et amnésiantes.

## Métabolisme
Son métabolite actif a une demi-vie longue (40-250 heures)[réf. souhaitée] ce qui fait que cette benzodiazépine est appropriée pour les personnes qui ont du mal à maintenir leur sommeil durant la nuit et non pour celles qui ont des difficultés d'endormissement, où dans ce cas il sera préféré des benzodiazépines ou des non-benzodiazépines à demi-vie courte.

## Mode d'action
Le flurazépam se distingue de la plupart des autres benzodiazépines car il agit comme un agoniste partiel au niveau du récepteur GABA A et non comme un agoniste complet.

## Autorisation de mise sur le marché
Le flurazépam est commercialisé aux États-Unis et dans certains pays d'Europe, sous le nom de Dalmane et Dalmadorm notamment, mais il n'a pas reçu d'autorisation de mise sur le marché (AMM) pour être commercialisé en France.